# Municipio de Round Prairie (Dakota del Norte)
El municipio de Round Prairie (en inglés: Round Prairie Township) es un municipio ubicado en el condado de Williams en el estado estadounidense de Dakota del Norte. En el año 2010 tenía una población de 118 habitantes y una densidad poblacional de 0,9 personas por km².

## Geografía
El municipio de Round Prairie se encuentra ubicado en las coordenadas 48°9′21″N 103°57′16″O / 48.15583, -103.95444. Según la Oficina del Censo de los Estados Unidos, el municipio tiene una superficie total de 131.04 km², de la cual 131,01 km² corresponden a tierra firme y (0,03 %) 0,03 km² es agua.

## Demografía
Según el censo de 2010, había 118 personas residiendo en el municipio de Round Prairie. La densidad de población era de 0,9 hab./km². De los 118 habitantes, el municipio de Round Prairie estaba compuesto por el 92,37 % blancos, el 3,39 % eran amerindios y el 4,24 % eran de una mezcla de razas. Del total de la población el 0,85 % eran hispanos o latinos de cualquier raza.